# Elie Ripon
Elie Ripon (Lausanne, ? – ?) was een Zwitserse militair in dienst van de VOC, die van 1618 tot 1626 deelnam aan de meeste militaire wapenfeiten van de VOC in die jaren. Hij schreef na zijn diensttijd zijn belevenissen op in een handschrift dat in 1865 in Zwitserland werd teruggevonden en in 1990 voor het eerst werd uitgegeven.

## Walvisvaarder
Van Ripons jeugd is niets bekend behalve dat hij uit Lausanne in Zwitserland kwam. Veel Zwitsers vochten destijds als huursoldaat elders in Europa. Ripon was in 1617 in Delft, en monsterde daar in april eerst aan op een walvisvaarder, de Beer, met een Baskische bemanning. Basken, ervaren walvisjagers, werden vanaf 1612 ingehuurd om de Nederlandse walvisvaart op gang te brengen. Vanaf mei werd door de bemanning van de Beer vanaf Spitsbergen op walvissen gejaagd. Het beviel Ripon niet goed en het zou voor hem hierbij blijven.

## Fort Jacatra

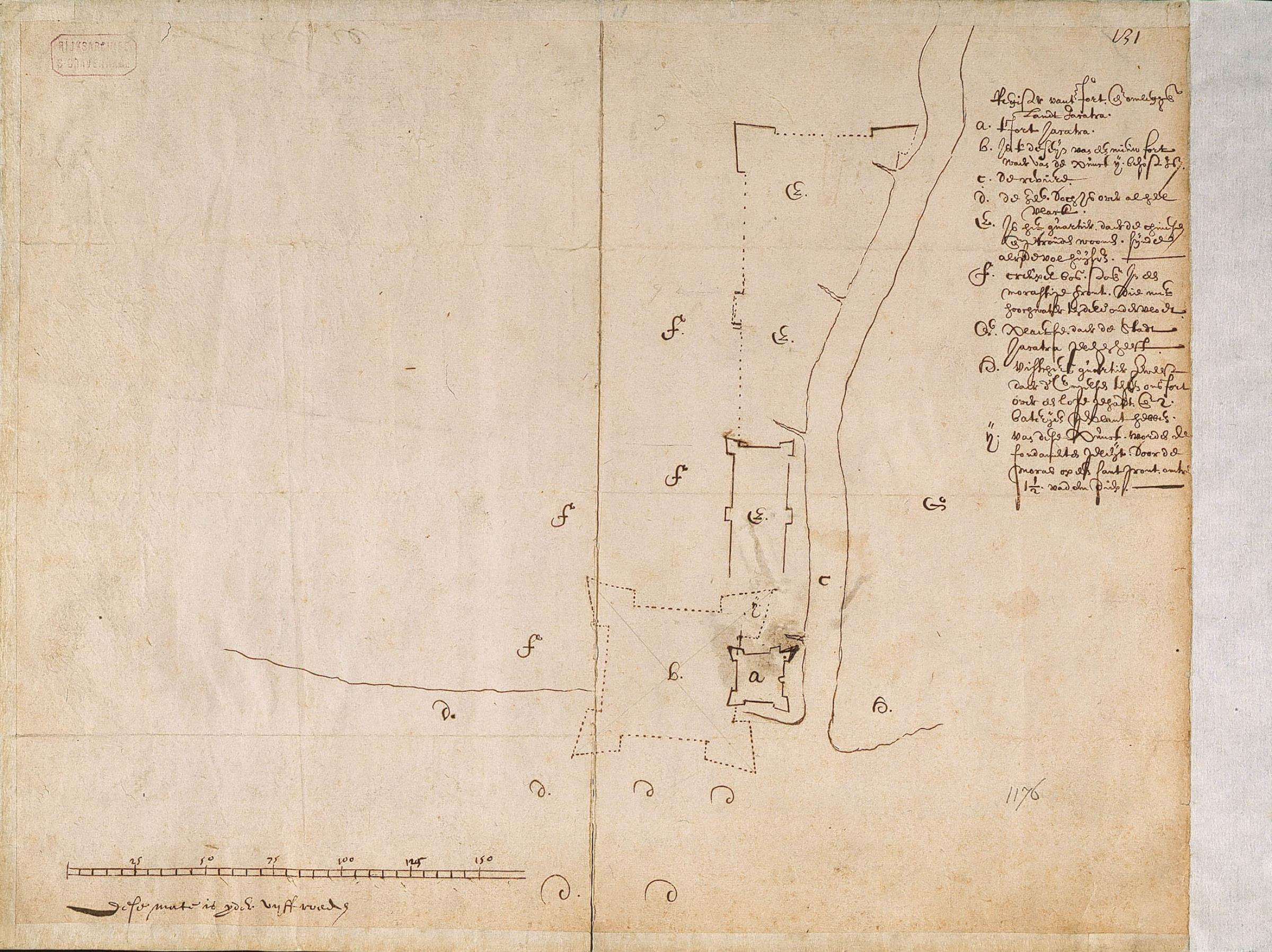
Fort Jacatra aan de Ciliwong, de omtrek van het geplande Kasteel Batavia dat in 1623 gereed kwam, en de geplande stad Batavia.

Begin 1618 trad hij als militair in de rang van sergeant in dienst van de VOC-Kamer Delft en vertrok in april aan boord van de Delft als één van een groep van 50 militairen naar Indië. Onderweg werd een Portugees schip gekaapt, ondanks het Twaalfjarig Bestand. Op 13 oktober kwam de Delft in Bantam aan, en voer daarna door naar de iets ten oosten daarvan gelegen baai van Jacatra, waar Jan Pieterszoon Coen enkele pakhuizen had laten bouwen aan de oever van de Ciliwong. Hier hielp Ripon mee de pakhuizen om te bouwen tot Fort Jacatra. Eerst verscheen in december een Engelse vloot onder Thomas Dale, die het VOC-schip de Zwarte Leeuw van Hendrik Janssen kaapte. Dit was het begin van de belegering van het fort door de Engelsen en de Jacatranen. Terwijl Coen hulp ging halen in de Molukken diende Ripon onder Pieter van den Broecke in het achterblijvende garnizoen. Dat ging in maart het fort voor het eerst Batavia noemen. Van den Broecke wilde het fort overgeven aan de vorst van Jacatra (een vazal van de vorst van Bantam). Ripon zegt dat hij Van den Broecke eind januari waarschuwde niet naar de Jacatranen te gaan om te onderhandelen. Toen hij dat toch deed werd hij door hen gegijzeld. Het garnizoen werd uiteindelijk gered door een interventie van een leger uit Bantam, waarna de Engelse vloot vertrok. In mei kwam de vloot van Coen terug en verwoestte Jacatra. In juli kreeg Ripon van Coen het bevel over 150 man en zes kanonnen om Batavia te verdedigen tegen aanvallen vanuit het omringende oerwoud. Op 12 januari 1621 kreeg Ripon, 'opperhooft over de twee stadts bolwercken', hiervoor een beloning van 20 realen.

## Banda

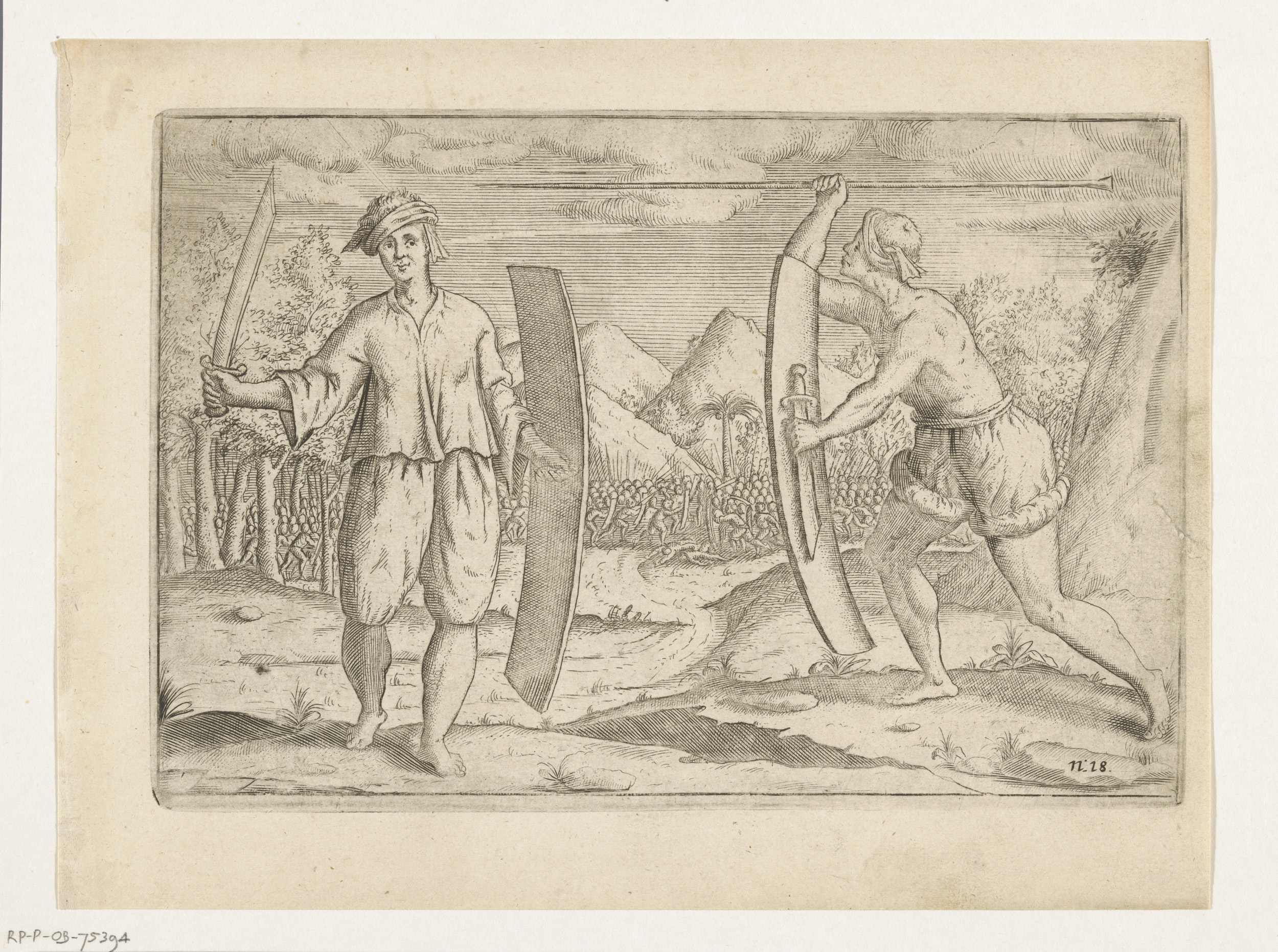
Krijgers van de Banda-eilanden.

Een dag later vertrok Ripon met de vloot van Coen naar de Banda-eilanden om Lontor te veroveren. De inwoners hielden zich bij voortduring niet aan de gesloten verdragen en Coen wilde nu eens orde op zaken stellen. Het dorp Lontor bevond zich op een hoge rots op het gelijknamige eiland, van waar passerende schepen met kanonnen en musketten werden bestreken. Het werd door de inwoners als onneembaar beschouwd. Ripon was een van de 50 speciaal uitgekozen soldaten die onder leiding van de kapitein Marten Jansz. Visscher, alias Vogel, de steile rotswanden beklommen en daar een kanon veroverden dat ze op de vijand richtten. Ripon raakte hier gewond aan zijn hoofd door een naar beneden gegooide steen.
Aansluitend was hij nog op Ternate in de Molukken, waar de Spanjaarden verschanst zaten in Gammelamme aan de westkust. Er werd vrijwel dagelijks strijd met hen geleverd. Bij een van de schermutselingen raakte Ripon verwikkeld in een gevecht op leven en dood met de Spaanse kapitein Diego de Fonte. Hij won het gevecht maar werd door de hellebaard van de Spanjaard in zijn buik gestoken. Het hoofd van de Spanjaard hakte hij af en liet hij naar de gouverneur Martinus Sonck brengen.
Terug in Batavia werd Ripon op 13 augustus 1621 aangesteld in het college van vijf nieuwe schepenen, samen met onder andere de luitenant Anthony Caen, 'soo van de bequaemste officieren van 't fort in dienst van de generale Compagnie alsmede uyt de voornaemste vrijburgers deser stede'. In december werd hij ook ouderling in de kerkenraad: 'Elyas Rippon van Lausane schepen deser stede; lang gewesene lidtmaet aldaer'.

## De China expeditie

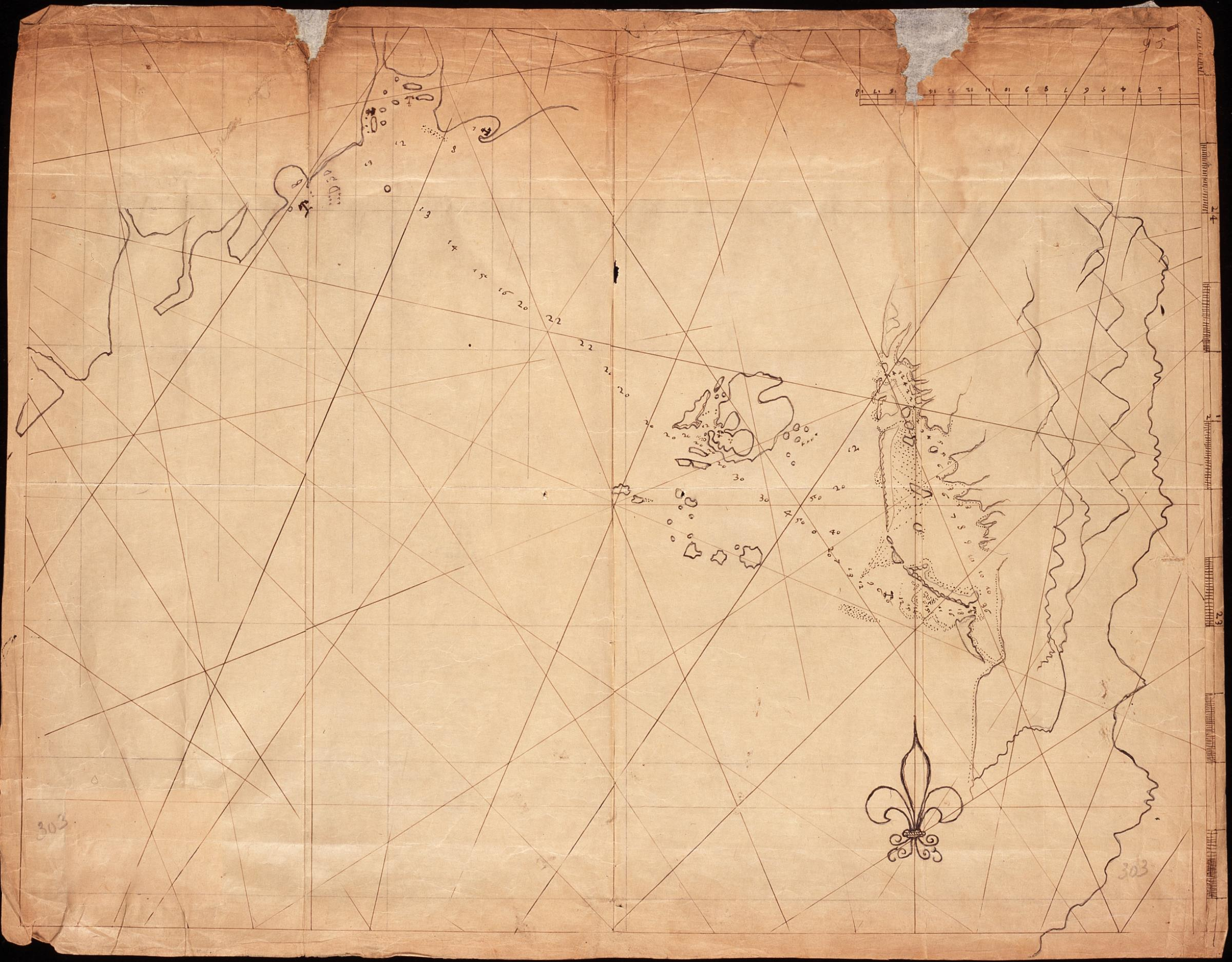
De Pescadores tussen Formosa en de kust van China op een kaart van ca. 1625.

Eind maart 1622 werd Ripon bevorderd tot luitenant op de vloot van Cornelis Reijersen naar China. Hij voerde het bevel over 50 soldaten op het schip Oudt Delft. Reijersens vloot moest proberen de Chinese handel van de Spanjaarden en Portugezen over te nemen. Ripon streed in de voorste linie bij de aanval eind juni op het Portugese Macau. Na een zwaarbevochten succesvolle landing en verovering van een schans raakte echter de munitie op en moest iedereen maken dat hij door de branding weer in de sloepen kwam, achtervolgd door de Portugezen. Er vielen vele doden en gewonden. Ripon bracht het er ternauwernood levend van af door zwemmend een sloep te bereiken.
Reijersen liet daarna een fort bouwen op een eiland van de Pescadores-archipel. In een poging de onwillige Ming-autoriteiten te dwingen het recht op vrije handel te erkennen liet Reijersen naar Manilla varende Chinese jonken kapen en strooptochten uitvoeren op de kust. In oktober werd door een groep soldaten onder leiding van Ripon ook begonnen aan een fort in de baai van Tayouan op Formosa, waarbij men te maken kreeg met de oorspronkelijke inwoners, koppensnellende Austronesische stammen van jagers en brandlandbouwers. Sommige stammen waren de Nederlanders goed gezind en andere niet.
De strooptochttactiek op de kust bracht de Chinese autoriteiten niet aan de onderhandelingstafel. In 1624 belegerden honderdvijftig oorlogsjonken met 10.000 soldaten het fort op de Pescadores. Tot een strijd kwam het niet. Ripon probeerde vanaf Formosa met enkele jachten nog iets te ondernemen maar liep bij een Chinese versterking aan de grond. De Chinese soldaten riepen hen uit de verte verwensingen toe ('louom ho layno', jullie zijn geen goede kooplieden) maar gelukkig voor Ripon raakte het jacht met de vloed weer vlot.
Nieuwe onderhandelingen volgden, gefaciliteerd door Li Dan, een koopman die bekend was aan de VOC in Hirado, waar hij als Kapitein China bekend stond. Ripon vertelt dat toen de Chinese gezanten hem herkenden zij lachend zeiden dat hij een goed soldaat en een ondeugende kerel was, en dat zij hun vrouwen voor hem verborgen hielden omdat ze konden zien dat hij er geen had.
Uiteindelijk besloten Reijersen en diens opvolger Martinus Sonck toe te geven aan de Chinese eisen en te vertrekken naar Formosa, buiten de jurisdictie van de Ming-autoriteiten. Inmiddels was Ripon de kapitein van zijn compagnie opgevolgd toen deze terug naar Batavia wilde. 'Den luitenant Rippon heeft de plaetse van cappitain Schellingh versocht, bij aldien den raedt daer niet tegen heeft, staen wij hem van gelijcken syn versoeck toe, alsoo het een persoon is daervan ons tot noch toe niets dan alles goets gebleken is.' Ripon beschrijft hoe hij op een patrouille op Formosa in een rivier viel toen hij vanaf de oever een witte vis met gele stippen beter wilde zien. Zijn soldaten stelden toen voor de rivier Kapitein Ripon Rivier te noemen. Dankzij dit voorval weten we dat Ripon de auteur van het handschrift is, want verder wordt dat nergens vermeld.

## Ziek in Sibesi

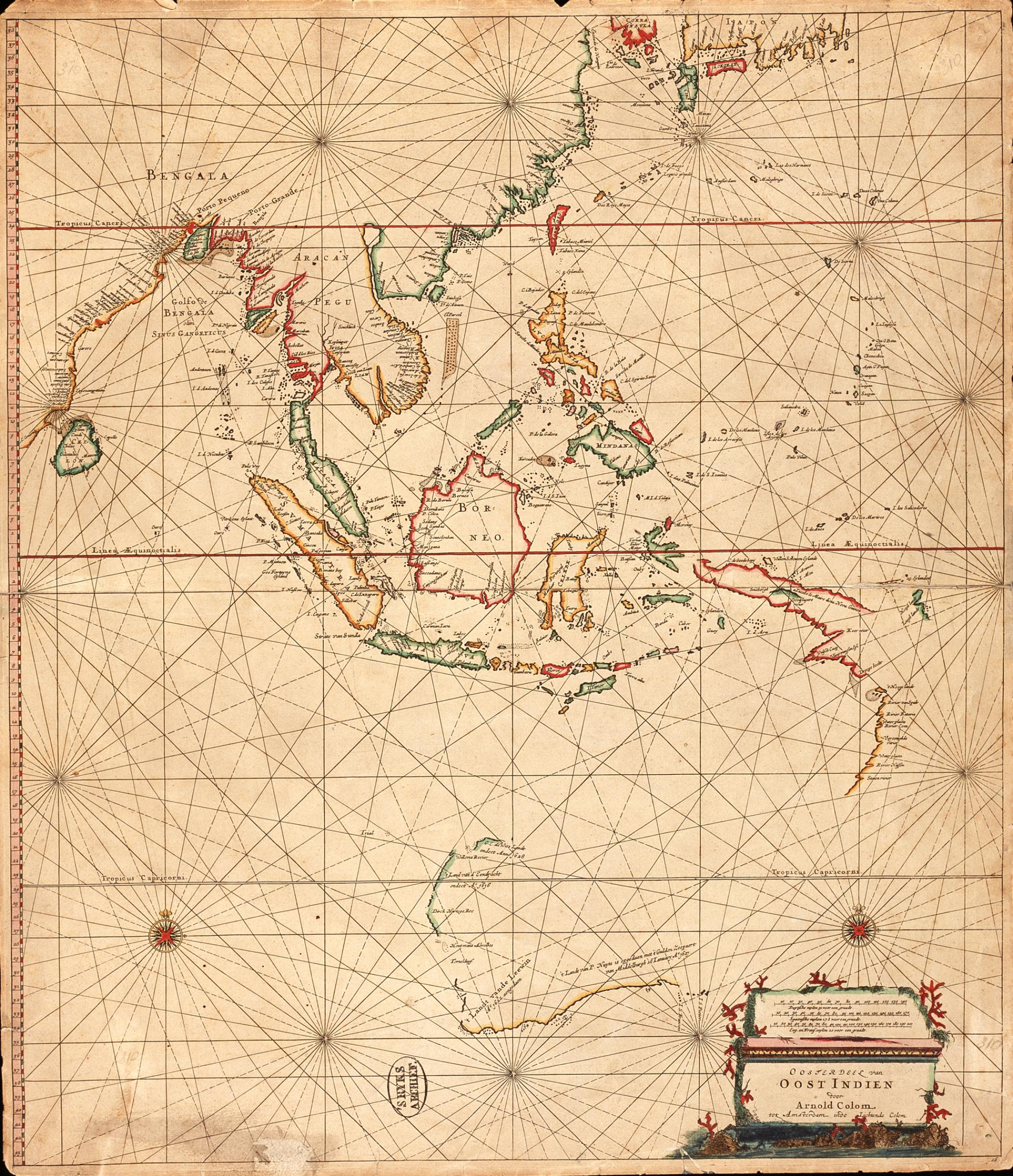
'Oosterdeel van Oost Indien'.

Niet lang daarna vroeg ook Ripon terug te mogen keren naar Batavia, aangezien hij naar eigen zeggen meer van oorlog dan van vrede hield. In januari 1625 was hij weer in Batavia. Na tot zijn spijt door gouverneur-generaal De Carpentier opnieuw te zijn aangesteld in de schepenbank en de kerkenraad werd hij in april alweer uitgezonden. Hij moest met 50 soldaten het door vele zieken verzwakte garnizoen van het fort in Sibesi vervangen, een eiland tussen Java en Sumatra. Dat werd echter een beproeving. Het eiland was slecht bewoonbaar en allen werden zwaar ziek, zodat iedereen geëvacueerd moesten worden naar Batavia. De hele maand juni lag Ripon daar op bed en werd er gevreesd voor zijn leven, maar begin juli was hij weer op de been.

## Stille handel in Borneo
In 1626 ging Ripon met 200 soldaten naar Solor, Flores en Timor, waar strijd geleverd werd met de Portugezen die op die eilanden stand hielden. Vooral Timor was interessant vanwege het geurige sandelhout dat verkocht kon worden aan de Chinezen. Zij maakten er wierookstokjes en doodskisten van. Alvorens terug te keren naar Batavia voeren Ripon en zijn mannen naar de zuidkust van Borneo om te zien of ze er diamanten konden kopen. De zogeheten stille handel met onzichtbare kooplieden die hier bedreven werd viel hen echter niet in de smaak, zodat ze onverrichter zake vertrokken.

## Kaapvaart in de Golf van Siam
Na nog enige tijd doorgebracht te hebben op de noordkust van Java, waar hij de door sultan Agung van Mataram verwoeste kustplaatsen aanschouwde, was Ripon nog actief in de kaapvaart in de Golf van Siam, waarbij gejaagd werd op Portugese koopvaarders die van Macau op weg waren naar Malakka en Goa. Het lukte om enkele schepen te kapen, maar op de terugreis naar Batavia liep het kaperschip op een zandbank en brak in stukken. De buit ging verloren en bijna de hele bemanning en de gevangen genomen Portugezen verdronken. Ripon en vijf anderen wisten een in zee drijvende omgeslagen sloep om te keren en daarin na negen dagen, slechts gevoed door regenwater en zeevogels, Batavia te bereiken.

## Terug naar Europa
Vanuit Batavia ondernam Ripon met kleine groepjes soldaten verkenningstochten door de bossen van de ommelanden, waar Bantammers geregeld strooptochten hielden. Na hachelijke avonturen keerden ze met de afgesneden oren van gedode vijanden als bewijs van resultaat in Batavia terug.
In december 1626 vertrok Ripon aan boord van de pinas Schiedam met de retourvloot van Jan Willemsz. Verschoor naar de Republiek, om terug naar zijn geboorteplaats te gaan. Hij maakte toen nog net het sluiten van de vrede met Bantam mee. De vloot bestond verder uit drie met specerijen volgeladen retourschepen: het Wapen van Enkhuizen, de Ter Tholen en de Leiden. De Schiedam kwam op 25 juli 1627 bij Texel aan. Hoe het verder ging met Ripon is niet bekend, behalve dat hij later in Lausanne zijn belevenissen opschreef en toen nog steeds bezig was met het krijgsbedrijf.
Het in het Frans geschreven anonieme handschrift met Ripons belevenissen in Azië werd in 1865 teruggevonden op de vliering van een oud huis in Bulle in Zwitserland. Het werd daarna bewaard in de kantonnale bibliotheek van Fribourg. In 1990 werd het uitgegeven door de Franse letterkundige Yves Giroud, als Capitaine Ripon, Voyages et avontures aux Grandes Indes: journal inédit d'un mercenaire, 1617-1627. Een Nederlandse vertaling door Leonard Blussé en Jaap de Moor verscheen in 2016.
- Bibliothèque nationale de France: cb12187164g (data)
- Gemeinsame Normdatei: 1029825602
- International Standard Name Identifier: 0000 0000 7970 3307
- Library of Congress Control Number: n92081351
- Nederlandse Thesaurus van Auteursnamen: 091206707
- Système universitaire de documentation: 030462053
- Virtual International Authority File: 9892708
- WorldCat: E39PCjwhTbKxKrT6XbHW4M4jG3